# آرون سيديل
آرون سيديل (بالألمانية: Aaron Seydel)‏ (7 فبراير 1996 بألمانيا - ) هو لاعب كرة قدم ألماني في مركز الهجوم. شارك مع منتخب ألمانيا الوطني لكرة القدم تحت 15 سنة ‏ ومنتخب ألمانيا تحت 16 سنة لكرة القدم ومنتخب ألمانيا لكرة القدم تحت 18 سنة ومنتخب ألمانيا تحت 19 سنة لكرة القدم. أما مع النوادي، فقد لعب مع ماينتس 05.

## روابط خارجية
- آرون سيديل على موقع قاعدة بيانات كرة القدم.إي يو (الإنجليزية)
- آرون سيديل على موقع بيانات كرة القدم. دي إي (الألمانية)
- آرون سيديل على موقع Soccerway.com (الإنجليزية)
- آرون سيديل على موقع عالم كرة القدم.نت (الإنجليزية)